# Крутое (Белгородская область)
Крутое — село в Старооскольском городском округе Белгородской области, входит в состав Городищенской сельской территории. Крутое расположено в 35 км от города Старый Оскол.

## История
Изначально на месте, где сейчас расположено село Крутое, был большой пустырь. По преданию, городской барин Алтухов выиграл эти земли в карты. На них он выселил две семьи из своей деревни Окуни, одну семью из деревни Орлик. Три семьи образовали хутор Алтуховка. А в XVII веке хутор Алтуховка уже упоминается как деревня Крутая. В названии поселения отразились природные особенности, ибо оно находилось «у Крутого верха, у колодца».
В 1786 году образован Нижнедевицкий уезд в составе Воронежской губернии. Деревня Крутая стала относиться к Нижнедевицком уезду.
Вплоть до 1917 года Крутое не имело статуса сельского населённого пункта, и в связи с этим там отсутствовали церкви, начальные школы, больницы. Ближайшие церкви были в сёлах Шаталовка и Солдатское, при них были начальные церковно-приходские школы. Октябрьская революция в корне изменила жизнь села и страны в целом.

### Советский период
23 мая 1928 года постановлением Воронежского губисполкома был образован Шаталовский район, в который вошли Крутое, Нагольное, Глушковка, Змеёвка. В селе Крутое был создан сельсовет. В 1929 году в Крутом открылась начальная школа для обучения детей. Также в Крутом был образован колхоз имени 8-го Марта.
22 июня 1941 года началась Великая Отечественная война. С 1942 года немцы заняли деревни и сёла Шаталовского района. В январе 1943 года началось освобождение от немецкой оккупации. 116-я танковая бригада под командованием полковника А. Ю. Новака прорвала на Дону линию обороны немцев и, пройдя по тылам противника, 22 января овладела сёлами Городище и Крутое. 150 человек, уроженцев Крутого, Глушковки, Нагольного и Змеевки не вернулись с полей сражения.
21 декабря 1947 года в Крутовском сельском Совете состоялись выборы депутатов трудящихся первого созыва. 16 июля 1950 года решением исполнительного комитета Шаталовского района Совета депутатов трудящихся колхозы «Путь Социализма», «8-е Марта», «Серп и Молот» были объединены в колхоз «Путь к коммунизму». Правление колхоза находилось в селе Крутое.
В 1954 году образована Белгородская область, в неё вошёл Шаталовский район с селом Крутое. 1 февраля 1963 года Указом Президиума Верховного Совета РСФСР был ликвидирован Шаталовский район. Все сёла и хутора Шаталовского района вошли в состав Старооскольского района Белгородской области.
19 июня 1977 года состоялись выборы депутатов в Крутовский сельский совет депутатов трудящихся.
2 октября 1990 года на основании постановления Верховного Совета РФ от 9 февраля 1990 года исполнительный комитет Крутовского сельского Совета народных депутатов был ликвидирован и его функции переданы президиуму сельского Совета.

### Российская Федерация
После распада СССР, во время рыночных реформ, начали развиваться фермерские хозяйства. В 1992 году на территории Крутовской сельской администрации были организованы 4 фермерских хозяйства. В этом же году была построена дорога с твёрдым покрытием в селе Крутое протяжённостью 2 км, начато строительство школы на 160 мест и заложен котлован под строительство Дома культуры. На 1 января 1993 года население Крутовской сельской администрации составило 1027 человек.
В 1994 году было возобновлено строительство средней школы. 13 января 1995 года прошло торжественное открытие Крутовской средней школы.
В 1997 году в Крутом насчитывалось 345 жителей. До конца 2000-х гг. село являлось центром Крутовской сельской администрации, в который кроме Крутого входили с. Нагольное и хутора Глушковка и Змеевка.
В сентябре 2023 года в хуторе Глушковка началось строительство дороги по просьбе жителей хутора, а также строительство детской площадки и парка. Кроме того, летом того же года была установлена вышка сотовой связи.

## Население
| 2002 | 2010 |
| ---- | ---- |
| 312  | ↘260 |